# Jaime Aschemann Bispo Palhinha
Jaime Aschemann Bispo Palhinha  (Lagos, 16 de Outubro de 1924 - Portimão, 25 de Dezembro de 2001), foi um professor e arqueólogo português.

## Biografia

### Nascimento e educação
Nasceu na Freguesia de São Sebastião, em Lagos, no dia 16 de Outubro de 1924. Era filho de Jaime José Palhinha e de Natália Isabel Bispo Palhinha.
Formou-se em construção civil na Escola Machado de Castro, em Lisboa.

### Carreira profissional
Após tirar o curso, emigrou para o Brasil, onde exerceu como projectista de construção civil. Regressou posteriormente a Portugal, onde começou a ensinar por volta da Década de 1940. Entre 1974 e 1978, ocupou a posição de provedor na Santa Casa da Misericórdia de Lagos.
Interessou-se pela história de Lagos, Vila do Bispo e Portimão, tendo participado em trabalhos de investigação junto da associação Amigos de Portimão. Publicou, junto com José Manuel Brásio e Francisco Carrapiço, o livro Muralhas de Portimão em 1974. Escreveu igualmente o livro Convento de São Francisco - Estudo para a sua Reabilitação e Recuperação. Foi um dos principais impulsionadores para a formação de um museu em Portimão, tendo feito parte da da primeira Comissão Instaladora do Museu Municipal, embora se tenha demitido devido a conflitos com a segunda comissão.
Também procurou, sem sucesso, estabelecer um museu dedicado a Gago Coutinho na Vila do Bispo.

### Falecimento
Faleceu na cidade de Portimão, em 25 de Dezembro de 2001.

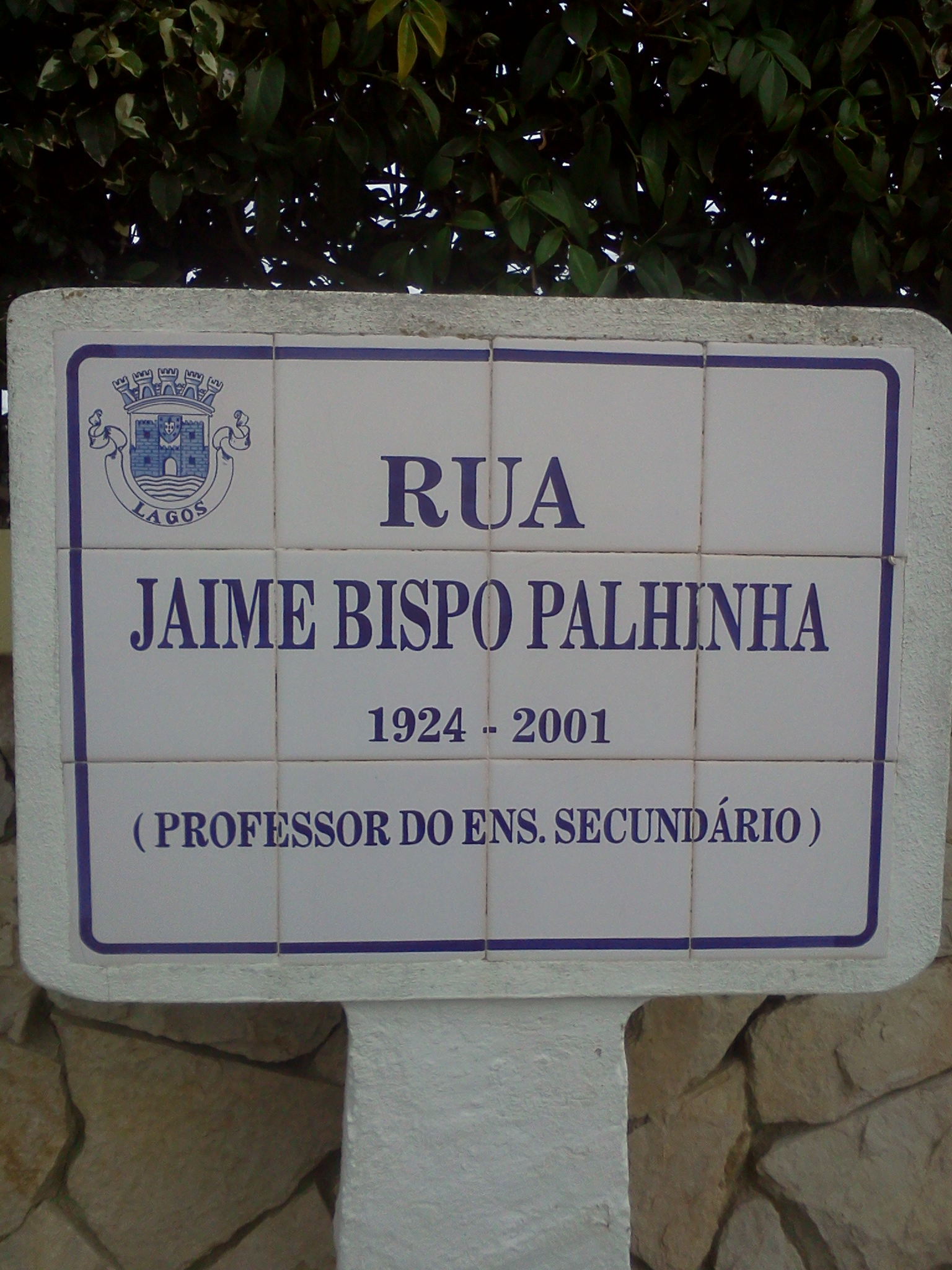
Placa toponímica da Rua Jaime Bispo Palhinha, na cidade de Lagos.

## Homenagens
Recebeu, da autarquia de Portimão, a Medalha de Mérito Municipal, grau prata, em 11 de Dezembro de 1997, e a Medalha de Cidadão de Mérito Municipal, em 2 de Novembro de 1999.
Em 7 de Maio de 2003, a Câmara Municipal de Lagos colocou o seu nome numa rua da Freguesia de São Sebastião.